# タイ・ファーマーズ・バンクFC
タイ・ファーマーズ・バンクFC（タイ語: สโมสรฟุตบอลธนาคารกสิกรไทย、英語: Thai Farmers Bank FC）は、タイにかつて存在したサッカークラブ。1987年設立、2000年消滅。
1994年、1995年のアジアクラブ選手権（現・AFCチャンピオンズリーグ）に優勝して、同大会連覇を達成した最初のクラブとなった。また、現在に至るまで東南アジアのクラブによる優勝はタイ・ファーマーズ・バンクFCのみである。
1997年、アジア経済危機が起こり、クラブのスポンサーであるタイ農民銀行の株の49%が外国人投資家達によって購入された。それに続く企業再生のプロセスの中、2000年にクラブは消滅することとなった。

## タイトル

### 国内タイトル
- リーグ：4回
1990, 1992, 1993, 1995

### 国際タイトル
- アジアクラブ選手権：2回
1994, 1995
- アフロアジアクラブ選手権：1回
1994
- タイ・クイーンズカップ：4回
1994, 1995, 1996, 1997

## AFC大会での成績
- アジアクラブ選手権: 5回出場

1992-93: 予選ラウンド - 3回戦
1993-94: 優勝
1994-95: 優勝
1995-96: 3位
1996-97: 2回戦

## 歴代所属選手
- スティー・スックソムギット 1996–2001